# ميغيل ماتشادو
ميغيل ماتشادو هو سباح برتغالي، ولد في 8 مايو 1975 في بورتو في البرتغال.

## روابط خارجية
- ميغيل ماتشادو على موقع الاتحاد الدولي للسباحة (الإنجليزية)
- ميغيل ماتشادو على موقع أوليمبيديا (الإنجليزية)